# Piz Scerscen
Piz Scerscen to szczyt w masywie Berninagruppe, w Alpach Retyckich. Leży na granicy między Szwajcaria (Gryzonia), a Włochami (Lombardia). Góra ta posiada także drugi, niższy wierzchołek - Schneehaube (3875 m). Szczyt ten sąsiaduje ze szczytami Piz Roseg oraz Piz Bernina, od którego jest oddzielony przełęczą położoną na wysokości 3895 m. 
Pierwszego wejścia, 13 września 1877 r., dokonali: Paul Güssfeldt, Hans Grass i Caspar Capat.